# Kowalice
Kowalice (Duits: Nikolschmiede) is een dorp in de Poolse woiwodschap Lubusz. De plaats maakt deel uit van de gemeente Iłowa.